# 폴 슈나이더 (배우)
폴 슈나이더(Paul Schneider, 1976년 3월 16일 ~ )는 미국의 배우이다.

## 출연 작품
- 카페 소사이어티 (2016)
- 나의 딸 (2015)
- 블랙 아이드 도그 (2014)
- 굿바이 투 올 댓 (2014)
- 헬로우 카터 (2013)
- 베이비 메이커스 (2012)
- 진링의 13소녀 (2011)
- 비러브드 (2011)
- 워터 포 엘리펀트 (2011)
- 브라이트 스타 (2009)
- 어웨이 위 고 (2009)
- 프리티 버드 (2008)
- 내겐 너무 사랑스러운 그녀 (2007)
- Live Free or Die (2006)
- 비겁한 로버트 포드의 제시 제임스 암살 (2006)
- 우리, 사랑해도 되나요? (2005)
- 엘리자베스타운 (2005)
- 올 더 리얼 걸스 (2003)
- 조지 워싱톤 (2000)
- 플레젼트 그루브 (1997)

### 텔레비전
- 팍스 앤 레크리에이션 (2009-10)